# Moby DDDragon
Moby DDDragon(以下简称DDDragon)是一款由Moby, Inc公司开发的基于Symbian S60 3版平台的手机游戏。该游戏为宠物饲养类游戏，饲养过程全部由小游戏的形式来完成，在宠物成长过程中，可通过网络下载新的小游戏来供宠物娱乐。